# آدونیس (شاعر)
علی احمد سعید إسبر (به عربی: علي أحمد سعيد إسبر) معروف به آدونیس (به عربی: أدونيس) (زاده ۱ ژانویه ۱۹۳۰ در روستای قصابین، سوریه) شاعر، مترجم، نویسنده، منتقد ادبی و ویراستار سوری است. او یکی از اثرگذارترین و برجسته‌ترین شعرای عرب دوره مدرن شمرده می‌شود. او در نیمه دوم قرن بیستم انقلابی مدرنیستی را رهبری کرد که اثر عظیمی بر شعر عرب برجای نهاد که با اثر تی. اس. الیوت در جهان انگلیسی زبان قابل مقایسه است.
مکتوبات آدونیس عبارتند از بیست جلد شعر و سیزده جلد نقد. دوازده کتاب ترجمه شده توسط او شامل شعر سن-ژان پرس و ایو بون‌فوآ، و نخستین ترجمه کامل دگردیسی‌ها اثر اووید (۲۰۰۲) به عربی است. آنتولوژی چند جلدی شعر عرب او (دیون الشاعر العربی) تقریباً دو میلیون بیت را دربر گرفته و از زمان نخستین انتشار آن در سال ۱۹۶۴ به چاپ رسیده‌است.
شخصیت‌ها و دانشوران اسلامی به خاطر انتقاد آدونیس از اسلام او را تهدید به مرگ کرده و خواهان سوزاندن کتاب‌های او شده‌اند. آدونیس، با وجود این مخالفت از نامزدهای دائمی کسب جایزه نوبل ادبیات است. آدونیس بزرگترین شاعر زندهٔ عرب خوانده شده‌است.

## زندگی
آدونیس در سال ۱۹۳۰ در روستای القصابین در نزدیکی شهر لاذقیه در خانواده‌ای علوی به دنیا آمد. او تحصیلات متوسطه را در ۱۹۴۹ پایان برد و در ۱۹۵۴ لیسانس فلسفه را از دانشگاه دمشق دریافت کرد. وی به علت فعالیت‌های سیاسی ماه‌های بسیاری را در حبس سپری کرد و سرانجام در سال ۱۹۵۶ به بیروت رفت و در همان سال مجله شعر را بنیاد نهاد و خود سردبیری آن را به عهده گرفت، همچنین او در سال ۱۹۶۸ مجله مواقف را تأسیس کرد. آدونیس در سال ۱۹۷۳ دکترا ادبیات عرب را از دانشگاه سن ژوزف بیروت دریافت کرد و در دانشگاه‌های لبنان شروع به تدریس کرد. او بارها نامزد جایزه نوبل ادبی شده‌است و از سال ۱۹۸۶ به عنوان نویسنده آزاد در پاریس در تبعید زندگی می‌کند.
آدونیس به واسطه شناخت عمیق از فرهنگ و ادبیات عرب و همچنین آگاهی‌اش از ادبیات جهانی علی‌الخصوص ادبیات فرانسه و به مدد ذهنی فعال، پویا و نوآور در شاعری و نقد شعر جایگاهی ممتاز دارد و کمتر شاعر معاصری در جهان عرب مانند او در مباحث نظری شعر جستجو کرده و دغدغه نوگرایی داشته باشد.

## جوایز
جایزه ادبی گوته شهر فرانکفورت که ۵۰ هزار یورو ارزش دارد و هر سه سال یکبار اهدا می‌شود، در سال ۲۰۱۱ در تاریخ ۲۸ آگوست (۶ شهریور) همزمان با روز تولد یوهان ولفگانگ فون گوته شاعر و نویسنده بزرگ آلمان در کلیسای «پل» شهر فرانکفورت به «آدونیس» اهدا شد. از برندگان پیشین این جایزه می‌توان به مارسل رایش رانیسکی و پینا باوش اشاره کرد. از آدونیس در سال ۲۰۰۱ نیز با اهدای مدال گوته تقدیر شده بود.

## آثار

### شعر

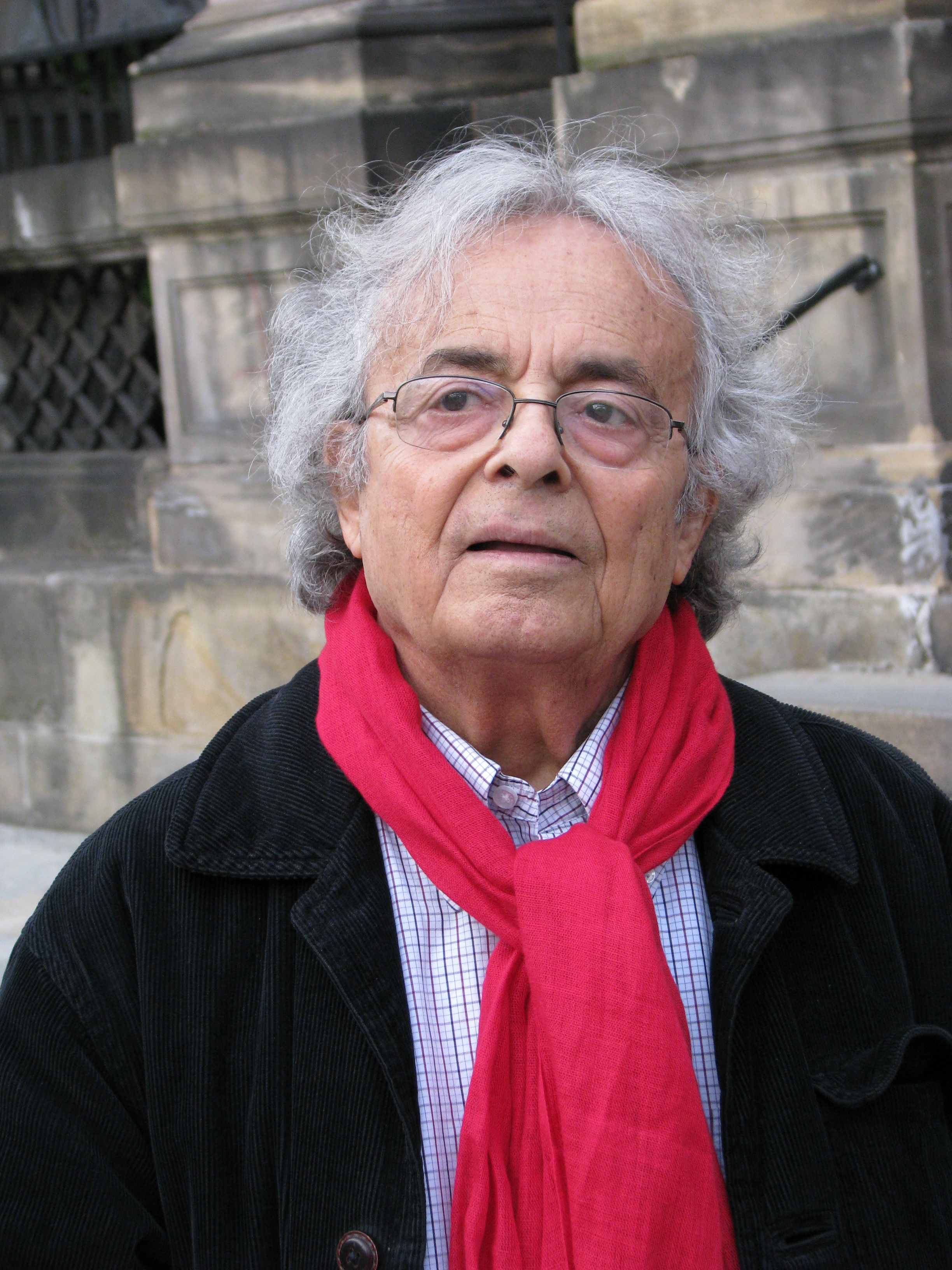

- قصائد أولی، (دارالآداب، بیروت، ۱۹۸۸)
- أوراق فی الریح، (دارالآداب، بیروت، ۱۹۸۸)
- أغانی مهیار الدمشقی، (دارالآداب، بیروت، ۱۹۸۸)
- کتاب التحولات والهجرة فی أقالیم النهار واللیل، (دارالآداب، بیروت، ۱۹۸۸)
- المسرح والمرایا، (دارالآداب، بیروت، ۱۹۸۸)
- وقت بین الرماد والورد، (دارالآداب، بیروت، ۱۹۸۰)
- هذا هو اسمی، (دارالآداب، بیروت، ۱۹۸۰)
- منارات، (دارالمدی، دمشق، ۱۹۷۶)
- مفرد بصیغة الجمع، (دارالآداب، بیروت، ۱۹۸۸)
- کتاب القصائد الخمس، دارالعودة، بیروت، ۱۹۷۹)
- کتاب الحصار، (دارالآداب، بیروت، ۱۹۸۵)
- شهوة تتقدّم فی خرائط المادة، (دار توبقال للنشر، الدار البیضاء، ۱۹۸۸)
- احتفاءً بالأشیاء الغامضة الواضحة، (دارالآداب، بیروت، ۱۹۸۸)
- أبجدیة ثانیة، (دار توبقال للنشر، الدار البیضاء، ۱۹۹۴)
- مفردات شعر، (دارالمدی، دمشق ۱۹۹۶)
- الکتاب I، (دارالساقی، بیروت، ۱۹۹۵) (ترجمه فارسی: الکتاب، ترجمه امیرحسین الهیاری؛ انتشارات مولی، ۱۳۹۶)
- الکتاب II، (دارالساقی، بیروت، ۱۹۹۸)(ترجمه فارسی: الکتاب، ترجمه امیرحسین الهیاری؛ انتشارات مولی، ۱۳۹۶)
- الکتاب III، (دارالساقی، بیروت، ۲۰۰۲)(ترجمه فارسی: الکتاب، ترجمه امیرحسین الهیاری؛ انتشارات مولی، ۱۳۹۶)
- فهرس لأعمال الریح، (دارالنهار، بیروت
- أول الجسد آخر البحر، (دارالساقی، بیروت، ۲۰۰۳)
- تنبّأ أیها الأعمی، (دارالساقی، بیروت، ۲۰۰۳)
- تاریخ یتمزّق فی جسد امرأة، دارالساقی، بیروت، ۲۰۰۷)
- ورّاق یبیع کتب النجوم، (دارالساقی، بیروت، ۲۰۰۸)

## کتاب آثار کامل شاعرانه
- الأعمال الشعریة الکاملة، دارالمدی، دمشق، ۱۹۹۶.

## مطالعات
- مقدمة للشعر العربی، (دارالفکر، بیروت، ۱۹۸۶)
- زمن الشعر، (دارالساقی، بیروت، ۲۰۰۵)
- الثابت والمتحول، بحث فی الإبداع والإتباع عند العرب، (دارالساقی، بیروت، ۲۰۰۱)

1. الأصول،
2. تأصیل الأصول،
3. صدمة الحداثة وسلطة الموروث الدینی،
4. صدمة الحداثة وسلطة الموروث الشعری،

- فاتحة لنهایات القرن، دارالنهار، بیروت)
- سیاسة الشعر، (دارالآداب، بیروت ۱۹۸۵)
- الشعریة العربیة، (دارالآداب، بیروت ۱۹۸۵)
- کلام البدایات، (دارالآداب، بیروت ۱۹۹۰)
- الصوفیة والسوریالیة، (دارالساقی، بیروت ۱۹۹۲)
- النص القرآنی وآفاق الکتابة، (دارالآداب، بیروت ۱۹۹۳)
- النظام والکلام، (دارالآداب، بیروت ۱۹۹۳)
- ها أنت أیها الوقت، (سیرة شعریة ثقافیة)، دارالآداب، بیروت، ۱۹۹۳)
- موسیقی الحوت الأزرق، (دارالآداب، بیروت، ۲۰۰۲)
- المحیط الأسود، (دارالساقی، بیروت، ۲۰۰۵)

## منتخب‌ها
- مختارات من شعر یوسف الخال، (دار مجلة شعر بیروت، ۱۹۶۲)
- دیوان الشعر العربی،

1. الکتاب الأول، (المکتبة العصریة، بیروت، ۱۹۶۴)
2. الکتاب الثانی، (المکتبة العصریة، بیروت، ۱۹۶۴)
3. الکتاب الثالث، (المکتبة العصریة، بیروت، ۱۹۶۸)

- دیوان الشعر العربی (ثلاثة أجزاء)، طبعة جدیدة، دارالمدی، دمشق، ۱۹۹۶)
- مختارات من شعر السیاب، دارالآداب، بیروت، ۱۹۶۷)
- مختارات من شعر شوقی (مع مقدمة)، (تحویل دارالعلم للملایین بیروت، ۱۹۸۲)
- مختارات من شعر الرصافی (مع مقدمة)، (تحویل دارالعلم للملایین بیروت، ۱۹۸۲)
- مختارات من الکواکبی (مع مقدمة)، (تحویل دارالعلم للملایین بیروت، ۱۹۸۲)
- مختارات من محمد عبده (مع مقدمة)، العلم للملایین، بیروت، ۱۹۸۳)
- مختارات من محمد رشید رضا (مع مقدمة)، (تحویل دارالعلم للملایین، بیروت، ۱۹۸۳)
- مختارات من شعر الزهاوی (مع مقدمة)، #تحویل دارالعلم للملایین، بیروت، ۱۹۸۳)
- مختارات من الإمام محمد بن عبد الوهاب، (دارالعلم للملایین، بیروت، ۱۹۸۳)

(الکتب الستة الأخیرة وضعت بالتعاون مع خالدة سعید).

## زندگینامه ها
- حکایة فاسکو، وزارة الإعلام، الکویت، ۱۹۷۲.
- السید بوبل، وزارة الأعلام، الکویت، ۱۹۷۲.
- مهاجر بریسبان، وزارة الإعلام، الکویت، ۱۹۷۳.
- البنفسج، وزارة الإعلام، الکویت، ۱۹۷۳.
- السفر، وزارة الإعلام، الکویت، ۱۹۷۵.
- سهرة الأمثال، وزارة الإعلام، الکویت، ۱۹۷۵.
- مسرح جورج شحادة، طبعة جدیدة، بالعربیة والفرنسیة، دارالنهار، بیروت.
- الأعمال الشعریة الکاملة لسان جون بیرس، منارات، وزارة الثقافة والإرشاد القومی، دمشق، ۱۹۷۶. طبعة جدیدة، دارالمدی، دمشق.
- منفی، وقصائد أخری، وزارة الثقافة والإرشاد القومی، دمشق، ۱۹۷۸.
- مسرح راسین
- فیدر ومأساة طیبة أو الشقیقان العدوان، وزارة الإعلام، الکویت، ۱۹۷۹.
- الأعمال الشعریة الکاملة لإیف بونفوا، وزارة الثقافة، دمشق، ۱۹۸۶.
- کتاب التحولات، أوفید، المجمع الثقافی، أبوظبی، ۲۰۰۲.
- الأرض الملتهبة، دومینیک دوفیلبان، دارالنهار، ۲۰۰۴.

## ترجمه‌های فارسی
- این است نام من؛ ترجمه حیدر شجاعی، تهران: فهرست، ۱۳۸۸.
- اکتاب شکوفه کیمیای کهن؛ ترجمه دکتر یدالله گودرزی، تهران: نشر گویا، .
- در خم گیسوی دلتنگی؛ فؤاد روستایی، تهران: نگاه، ۱۳۹۷.
- آب به تنهایی پاسخ تشنگی نیست؛ ترجمه حبیب‌الله عباسی، تهران: حکایت قلم نوین، ۱۳۹۴.
- ب‍رگ‌ه‍ا در ب‍اد؛ ت‍رج‍م‍ه ح‍ی‍در ش‍ج‍اع‍ی، ت‍ه‍ران: دادار، ۱۳۸۵.
- سنت و تجدد، یا، ثابت و متحول (پژوهشی در نوآوری و سنت عرب)؛ ترجمه حبیب‌الله عباسی، تهران: سخن، ۱۳۹۰.
- مرد آذرخش و موج [کتاب]: کوتاه‌سرایی‌های ادونیس/ علی‌احمد سعید؛ برگردان ستار جلیل‌زاده، تهران: نشر چشمه، ۱۳۹۱.
- کودکی، بوطیقا و تبعید؛ در گفتگوی صقر ابوفخر با آدونیس؛ برگردان حسین عباسی، تهران: شرکت بین‌المللی پژوهش و نشر یادآوران، ۱۳۹۷.
- «پیش‌درآمدی بر شعر عربی»؛ ترجمه کاظم برگ‌نیسی، تهران: نشر نی، ۱۳۹۱.
- «ستاره‌ها در دست»؛ ترجمه موسی اسوار، تهران: سخن، ۱۳۸۸.
- «کتاب عشق به من می‌گوید، عاشقانه‌های آدونیس»؛ ترجمه موسی بیدج، تهران، سرزمین اهورایی.
- «بوطیقای عربی»؛ ترجمه حسین ابویسانی و امید پورحسن، تهران: امیرکبیر.
- «پیشگویی کن ای نابینا»؛ ترجمه حمزه کوتی، تهران، افراز.
- «کارنامهٔ باد»؛ ترجمه عبدالرضا رضائی‌نیا، تهران نشر مرکز.
- «الکتاب گذشته مکان اکنون»؛ ترجمه امیرحسین الهیاری، تهران: نشر مولی.
- «قرآن سرچشمه نثر عربی»؛ ترجمه حبیب‌الله عباسی، تهران، سخن.
- «تصوف و سوررئالیسم»؛ ترجمه حبیب‌الله عباسی، تهران: سخن.
- ملکوت در غبار (یک گفتگوی بلند با آدونیس)، ترجمه محمد جواهرکلام، چاپ دوم (مروارید، ۱۳۹۳).
- برگ‌هایی در باد محبوبه افشاری (نشر نیماژ)
- بر بلندای عصری نادان و غم‌گزای، جنگ شعر جهان، ترجمه‌ی سهند آقایی، تهران، ثالث.